# Laura Verónica Muñoz
Laura Verónica Muñoz es una activista andina ecofeminista de Colombia. Parte de una familia campesina nativa de Cómbita, Boyacá.

## Biografía
Laura Muñoz estudió en la Universidad de La Sabana de 2014 a 2018, donde se licenció en Comunicación Audiovisual y Multimedia.En 2022 obtuvo una Maestría en Educación, Género y Desarrollo Internacional en el University College de Londres.
A principios de septiembre de 2020, Muñoz, junto con Mitzi Jonelle Tan, Disha Ravi, Nicole Becker y Eyal Weintraub, en nombre de una generación de jóvenes activistas climáticos y ambientales, instaron a todas las instituciones financieras públicas reunidas en la Cumbre de Finanzas en Común en noviembre de 2020 a establecer una fecha límite para dejar de subsidiar los combustibles fósiles.
En diciembre de 2020, Muñoz formó parte de un grupo mundial de nueve mujeres y activistas no binarias que publicaron una carta a los líderes mundiales en Thomson Reuters titulada "As the Paris Agreement on Climate Change marks five years, urgent action on climate threats is needed now" ("Al cumplirse cinco años del Acuerdo de París sobre el Cambio Climático, es necesario actuar urgentemente ya contra los impactos climáticas").
El 2 de marzo de 2021 fue parte de la inauguración del evento en línea The Road to Glasgow (El camino a Glasgow), organizado por la ONG belga 11.11.11.
Muñoz también asistió a la COP27 en Egipto en noviembre de 2022, donde fue invitada por The New York Times a una mesa redonda sobre la colaboración entre jóvenes activistas climáticos.